# 迪亞高·卡普
迪亞高·卡普·千里達（Diego Ángel Capel Trinidad，1988年2月16日—）是一名西班牙足球運動員，擔任左中場，現時效力西甲球會西維爾，而他也穿上佩亞達遺留下來之16號球衣。

## 外部連結
- 迪亞高·卡普 西甲數據 （页面存档备份，存于） （西班牙文）
- 迪亞高·卡普 – FIFA國際賽競賽紀錄 (存檔)